# Dorian Shainin
Dorian Shainin, né le 26 septembre 1914 à San Francisco (Californie) et mort le 7 janvier 2000 à Manchester (Connecticut), est un ingénieur qualité-fiabilité et consultant américain.
Il est l'inventeur de la méthode de résolution de problèmes Shainin.

## Biographie
Pionnier du paradigme de la qualité, consultant, ingénieur, auteur et professeur universitaire, Dorian Shainin est reconnu pour ses contributions dans les domaines de la résolution des problèmes industriels, la fiabilité des produits et la gestion de la qualité. Il est peut-être surtout connu pour la création et le développement du concept « Red X ».
On doit à Shainin, fondateur de l’entreprise internationale de consultants Shainin, l’élaboration de plus de 20 techniques d’ingénierie statistique qui constituent désormais l’essence du « Système Shainin » visant à l’amélioration de la qualité et de la fiabilité.
Au cours de son existence, Dorian Shainin a œuvré à l’amélioration de la qualité et de la fiabilité d’une kyrielle de produits issus de plus de 200 secteurs différents, notamment dans le papier, l’imprimerie, les textiles, le caoutchouc, l’énergie nucléaire, les avions, l´automobile, les lecteurs à cassettes, les engins spatiaux, les ampoules et les couches jetables, au profit de clients parmi lesquels le ministère américain de la Défense, Rolls Royce Ltd., Exxon, Polaroid, Hewlett-Packard, AT&T et Ford Motor. Au total, Shainin a conseillé plus de 800 entreprises, dont 43 figuraient au classement Fortune 100.

### Jeunesse
Dorian Shainin est né le 26 septembre 1914 à San Francisco. Il a grandi à San Francisco, Shanghai et New York. Il a fréquenté la Erasmus Hall High School à Brooklyn, New York.

### Débuts professionnels
Après avoir décroché son diplôme en ingénierie aéronautique au Massachusetts Institute of Technology (MIT) en 1936, Shainin devint ingénieur-concepteur à la Hamilton Standard Division de United Aircraft Corporation (aujourd’hui United Technologies Corporation).
En 1939, l’industrie américaine avait commencé à se concentrer sur l’effort de guerre, et Shainin devint Licensee coordinator, chargé d’aider les nouveaux employés de Hamilton Standard dans la résolution de problèmes. À la fin de la guerre, Shainin était responsable de la qualité et de la fiabilité chez Hamilton Standard, et l’invention du Hamilton Standard Lot Plot lui avait valu une notoriété nationale.

## Lot Plot
L’expression « Lot Plot » désigne une méthode statistique de contrôle d’acceptation par échantillonnage, mise au point par Dorian Shainin dans les années 1940. Cette technique statistique utilise l’analyse graphique de données variables échantillonnées afin de déterminer si un lot composé de pièces potentiellement défectueuses doit être accepté ou écarté en vue d’un contrôle intégral.
Le développement par Walter A. Shewhart de la méthode des cartes de contrôle démontra l’application des techniques statistiques à l’industrie manufacturière et illustra l’efficacité de la présentation et de l’analyse graphiques. Shainin intégra ces notions dans le développement du Lot Plot.
En 1946, Shainin put démontrer au Bureau of Aeronautics de l’U.S. Navy (voir Navy Bureau of Aeronautics) que la méthode Lot Plot était plus efficace qu’un contrôle 100 %. À la suite de cette démonstration, la Navy accepta de normaliser la méthode Lot Plot. Cette dernière fut bientôt érigée en norme dans de nombreuses industries.
Sur le conseil de son ami et mentor Joseph M. Juran, Shainin se tourna vers le monde du conseil. En 1952, Shainin rejoignit Rath & Strong, Inc., une société de conseil en gestion basée à Lexington, Massachusetts, au poste de vice-président directeur.

## Big Red X et Pareto
L’élaboration par Dorian Shainin du concept « Red X » découla de sa collaboration avec Joseph Juran. Dans les années 1940, Juran inventa et popularisa la notion de « the vital few and trivial many », (les quelques composantes prioritaires et les nombreuses composantes secondaires) également connue sous le nom de « Principe de Pareto », reconnaissant que l’incidence inégale des problèmes sur les performances économiques relevait du même phénomène que Vilfredo Pareto avait relevé à propos de la répartition des richesses (voir distribution of wealth). Comme le suggérait Juran, « J’ai observé (comme beaucoup avant moi) que les défauts qualité sont de fréquence inégale, c’est-à-dire que lorsqu’une longue liste de défauts est classée par ordre de fréquence, relativement peu de défauts constituent la majeure partie des problèmes. » ”
Dans les années 1950, Shainin reconnut que le principe de Pareto pouvait effectivement s’appliquer à la résolution des problèmes de variation. Shainin en conclut que, parmi les milliers de variables qui pouvaient provoquer un changement de la valeur d’une donnée de sortie, une relation de cause à effet devait être plus forte que les autres. Shainin appela cette cause majeure le « Big Red X »  et démontra que la cause pouvait exister sous la forme d’une interaction entre des variables indépendantes. L’effet du Red X est alors magnifié par la loi de la racine carrée de la somme des carrés, isolant de ce fait la cause première.
Shainin soutint que son application des méthodes statistiques était plus rentable et plus simple que les méthodes Taguchi. Afin de déterminer le « Red X », Shainin échangeait des paires de pièces provenant d’un équipement opérationnel et d’un équipement défectueux jusqu’à ce que soit trouvée la pièce à l’origine de la panne. Shainin affirmait pouvoir souvent trouver la principale pièce défectueuse moyennant une douzaine d’échanges.
La principale caractéristique qui distinguait la méthode de Shainin de celle de Taguchi était le principe consistant à « parler aux pièces ». Dans les plans d´expériences classiques ou Taguchi (voir Plan d'expériences), les ingénieurs se remuent les méninges pour formuler des hypothèses quant aux causes possibles d’un problème. Les méthodes de Shainin réfutent cette étape théorique, exigeant au préalable le diagnostic des causes en passant par une ou plusieurs des quatre techniques de génération d’indices conçues pour déterminer, par l’investigation empirique des pièces concernées, la cause première, ou « Red X ».
Dans les années 1940, Leonard Seder, camarade de classe au MIT et ami de Shainin, développa le graphique Multi-Vari (voir Multi-vari chart), une méthode graphique d’analyse de la variance. Figurant parmi les premiers adeptes de cette méthode, Shainin découvrit qu’avec les graphiques Multi-Vari, il pouvait rapidement converger vers la cause première d’un problème. Les graphiques Multi-Vari ont également grandement influencé le développement du concept de Red X par Shainin.

## Influences
Ronald Fisher, John Tukey, and Waloddi Weibull figurent au nombre des statisticiens et des mathématiciens qui ont influencé la pensée de Shainin.
Les techniques de convergence de Shainin permettent de réduire le nombre de possibilités de Red X à quelques-unes. Les plans d'expériences de Ronald Fisher isolent alors le Red X, en révélant les interactions potentielles tout en confirmant l’identité du Red X avec une confiance statistique.
John Tukey, partisan de techniques statistiques simples, a également influencé Shainin. Dans la foulée des travaux de Tukey, Shainin a échafaudé un test de confirmation simple appelé « test Six Pack ». Non paramétriques (voir non-parametric) et ayant un ensemble de règles basiques, les tests Six Pack étaient réputés beaucoup plus simples que les tests d´hypothèses. Shainin affina ces travaux en une analyse de la variance, ou ANOVA, permettant ainsi l’analyse non paramétrique des plans d´expériences factoriels complets de Fisher (voir factorial experiment).
À l’instar des graphiques Multi-Vari de Seder, la désormais célèbre loi de distribution de probabilité continue (voir continuous probability distribution) de Waloddi Weibull fascinait Shainin. La distribution de Weibull, ainsi que les expériences menées par Shainin chez Hamilton Standard, jetèrent les bases de ce qui allait devenir le système Shainin pour la fiabilité des produits. Ce système fut utilisé pour le développement du module lunaire Grumman ainsi que de la production initiale du système ABS de General Motors’.

## NASA/Apollo 13
Au cours des années 1960, Shainin travailla comme consultant en fiabilité pour Grumman Aerospace dans le cadre du projet de module lunaire Apollo de la NASA. Afin de garantir une certaine marge de sécurité statistique, Shainin élabora une approche totalement nouvelle de l’estimation de la fiabilité, qui fut appliquée aux essais empiriques des éléments et systèmes du prototype de module lunaire de Grumman.
L’approche prônée par Shainin en matière d’essai de fiabilité joua un rôle crucial dans la participation de Grumman au développement du module lunaire. L’absence de défaillances lors de onze missions habitées, dont six avec alunissages, démontra l’efficacité de son approche. Lorsque le module de commande devint inhabitable lors de l’échec de la mission Apollo 13, le module lunaire devint le canot de sauvetage qui ramena les astronautes d’Apollo 13 en orbite lunaire et sur la Terre.
Durant les années au cours desquelles Shainin servit de consultant en fiabilité pour Pratt & Whitney Aircraft, il travailla sur la pile à combustible à hydrogène qui, outre le moteur-fusée à fluide cryogénique RL-10 alimenta l’équipement de vie d’Apollo. Le RL-10 devint rapidement le moteur spatial américain le plus fiable, permettant 128 allumages dans l’espace sans une seule défaillance.

## Autres contributions
Pendant 38 ans, Shainin travailla comme consultant en statistique au sein du personnel médical du Newington Children’s Hospital dans le Connecticut. Là, Shainin put adapter ses techniques aux problèmes liés à l’étiologie des infirmités, singulièrement chez les enfants handicapés.
Entre 1950 et 1983, Shainin fut membre de la faculté de l´University of Connecticut, où il créa et dirigea le programme de formation continue pour les personnes de l´industrie.
En 1987, Shainin affina encore son approche de la prévention des problèmes grâce à sa contribution au lancement du moteur Détroit Diesel Series 60. Les techniques de « Overstress Probe Testing » de Shainin firent apparaître les faiblesses conceptuelles tôt dans le processus de développement du moteur, ce qui permit d’apporter des améliorations avant la conception finale.
Shainin assista Bob Galvin was dans ses efforts afin d’améliorer la qualité chez Motorola dans les années 1980. À la suite des travaux de Galvin, Motorola reçut le premier Malcolm Baldrige National Quality Award en 1989.
Après de nombreuses années de service au sein du conseil consultatif éditorial et technique de Quality, la revue Hitchcock publiée par l’American Broadcasting Company, Shainin fut également nommé au comité de rédaction de Quality Engineering, la revue de l’American Society for Quality (ASQ).

## Titres et distinctions honorifiques
En 1952, Shainin, membre de l’American Society for Quality, reçut l’ASQ Brumbaugh Award, prix récompensant la meilleure contribution à l’industrie pour cette année-là, pour son article « The Lot Plot Plan ».
Shainin se voit également décerner l’ASQ Edwards Medal de la « meilleure contribution à la gestion du contrôle de la qualité » pour l’année 1970.
En 1982, l’ASQ Eugene L. Grant Award lui est remis pour ses programmes éducatifs.
Shainin reçoit également la Médaille Shewhart de l’ASQ, devenant ainsi la première personne à emporter les quatre prestigieuses médailles ASQ.
L’Institute of Management Consultants désigne Shainin comme Certified Management Consultant, et l’American Arbitration Association le nomme au Panel of Arbitrators.
Shainin est en outre élu « Académicien » par l’Académie internationale pour la qualité, et en 1996, ASQ en fit son 15e membre honoraire. Enfin, l’ASQ lui rend hommage en créant la Dorian Shainin Medal en 2004.

## Citations
- « Ma technique personnelle consiste à dire aux gens : "Arrêtons de jouer aux devinettes. Trouvons plutôt des indices-sources de connaissances qui autrement vous n'auriez tout simplement pas." »[31]

- « Parlez aux pièces ; elles sont plus intelligentes que les ingénieurs. »[32]

| Grandes étapes dans le développement des outils Shainin | Grandes étapes dans le développement des outils Shainin |
| ------------------------------------------------------- | ------------------------------------------------------- |
| 1946                                                    | Lot Plot (Shainin)                                      |
| 1948                                                    | Reliability Service Monitoring (Shainin)                |
| 1952                                                    | Precontrol (Shainin/Purcell/Carter/Satterthwaite)       |
| 1956                                                    | Component Search (Shainin)                              |
| Vers 1958                                               | Operation Search (Shainin)                              |
| Vers 1960                                               | Tolerance Parallelogram (Shainin)                       |
| 1964                                                    | Overstress Testing (Shainin)                            |
| 1968                                                    | B vs C (Shainin)                                        |
| 1971                                                    | Paired Comparisons (Shainin)                            |
| 1972                                                    | Isoplot (Shainin/Pollard)                               |
| 1973                                                    | Variable Search (Shainin)                               |
| 1976                                                    | Randomized Sequencing (Shainin)                         |
| Vers 1976                                               | Resistant Limit Transform (Shainin)                     |
| 1977                                                    | Rank Order ANOVA (Shainin)                              |
| 1988                                                    | Shainin System for Quality Improvement (Shainin)        |

### Publications
- Acheson, J. Duncan, Quality Control and Industrial Statistics, 5th ed., Homewood, Ill., Richard D. Irwin, Inc., 1986.
- American Men and Women of Science: physical and biological sciences, Bowker, 1986,p. 643,  (ISBN 978-0-8352-2228-0)
- American Society of Tool Manufacturing Engineers/Shainin, Dorian (contributor), Tool Engineers Handbook, McGraw-Hill, 1949.
- American Statistical Association (ASA), Journal of the American Statistical Association, American Statistical Association, 1954, p. 341
- Bhote, Keki, The Power of Ultimate Six SIGMA, Amacom, New York, 2003, p. 15,  (ISBN 978-0-8144-0759-2)
- Bhote, Keki, The Ultimate Six Sigma: Beyond Quality Excellence to Total Business, Amacom, New York, 2001, p. 176,  (ISBN 978-0-8144-0677-9)
- Bhote, Keki, World Class Quality: Using Design of Experiments to Make It Happen, 2nd edition, 2000, Amacom, New York, pp. 79-82, 94-99  (ISBN 978-0-8144-0427-0)
- Bursk, John F. and Chapman, Edward C., New Decision-Making Tools for Managers; Mathematical Programming as an Aid in the Solving of Business Problems, Harvard University Press, 1968.
- Carter, A.D.S., Mechanical Reliability, Wiley, 1986, pp. 156-157,  (ISBN 978-0-470-20694-2)
- Cowden, Dudley Johnstone, Statistical Methods in Quality Control, Prentice-Hall, 1957, pp. 621-624
- Debing, Lawrence M., Quality Control for Plastics Engineers, Reinhold Publishing Co., 1957.
- Grant, Eugene Lodewick, Leavenworth, Richard S., Statistical Quality Control, McGraw-Hill Book Company, New York, 1988, pp. 444, 574-575,  (ISBN 978-0-07-024117-6)
- Ingle, Sud, In Search of Perfection: How to Create/maintain/improve Quality, Prentice-Hall, 1985, p. 47,  (ISBN 978-0-13-467556-5)
- Institute of Electrical and Electronics Engineers, IEEE transactions on industry and general applications, IEEE, 1965, p. 87
- IPC Business Press, Quality Today: Measurement & Inspection Technology, IPC Industrial Press, 1994, p. 25
- Juran, J.M., Editor, Quality Control Handbook, First Edition, McGraw-Hill Book Company, New York, 1951, pp. 37-41.
- Rath & Strong, Rath & Strong's Six Sigma Leadership Handbook, Wiley, 1st edition, 2003, p. 2.,  (ISBN 978-0-471-25124-8)
- Rath & Strong, Rath & Strong's Six Sigma Pocket Guide: New Revised Edition, Rath & Strong, Incorporated, Aon Consulting, 2006, p. 10,  (ISBN 978-0-9746328-7-2)
- Shainin, Dorian, Reliability: Managing a reliability program. "Apollo lunar module engine exhaust products." Science 166, 1969, pp. 733-38.
- Shainin, Dorian (contributing editor), Manufacturing, Planning, and Estimating Handbook, McGraw-Hill Book Company, New York, 1963,  (ISBN 978-0-07-001536-4)
- Shainin, Dorian, Shainin, Pete, "Better Than Taguchi Orthogonal Tables," Quality and Reliability Engineering International, 1988, p. 4.
- Shainin, Dorian, Shainin, Pete, "Pre-control Versus X & R Charting: Continuous or Immediate Quality Improvement?," Quality Engineering, 1989, p. 419-429.
- Shainin, Dorian, Shainin, Pete, "Statistical Process Control," in Quality Control Handbook, ed. J.M. Juran and F.M. Gryna, McGraw-Hill, 1988, section 24.
- Sleeper, Andrew D., Design for Six Sigma Statistics, McGraw-Hill Book Company, New York, 2005, p. 79,  (ISBN 978-0-07-145162-8)
- Stamatis, D. H., TQM Engineering Handbook, CRC Press, 1997, pp. 240-241  (ISBN 978-0-8247-0083-6)
- Stephens, Kenneth S., Juran, Quality, and a Century of Improvement, American Society for Quality, 2004, p. 188,  (ISBN 978-0-87389-635-1)
- Toedt, Theodore A. and Shainin, Dorian (contributing editor), Managing Manpower in the Industrial Environment, W.C. Brown Co., 1962.
- Traver, Robert W., Manufacturing Solutions For Consistent Quality and Reliability, 1995, Amacom, New York, p. 7,  (ISBN 978-0-8144-0271-9).

### Périodiques
- ASQ, Spring, 2000, "Shainin Stamp of Quality", p. 9.

- Main, Jeremy, Langan, Patricia A., August 18, 1986, "Under the Spell of the Quality Gurus" Fortune Magazine, pp. 22-23.

- Logothetis, N., 1990, "A Perspective on Shainin’s Approach to Experimental Design for Quality Improvement", Quality and Reliability Engineering International, p. 6, 195-202.

- Priddle, Alisa, 2003, "Dean of Lean Chrysler’s LaSorda starts to leave his mark", WARD’S AutoWorld, May 2003, pp. 32-34.

- Quality, September, 1982, "A talk with Dorian", pp. 15-18.

- Schultz, William, 1992, "Statistical Engineering", Quality, August, 1992, p. 18.

### Autres sources
- Shainin, Dorian, Shainin, Pete, "analysis of Experiments," 45th Annual Quality Congress Proceedings, ASQC, 1990, p. 1071-1077.